# Hypatopa
Hypatopa (лат.) — род мелких молевидных бабочек из семейства сумрачные моли (Blastobasidae, Gelechioidea). Северная и Южная Америка, Палеарктика, Юго-Восточная Азия. Более 100 видов (большинство известны только из Нового Света; в Европе — 4 вида).

## Описание
Длина передних крыльев 5—10 мм. Передние крылья удлинённо-ланцетовидные, окраска неяркая, серых или буроватых оттенков; рисунок неотчётливый, образован тёмными перевязями или небольшими пятнами. Жилкование полное; в переднем крыле жилки Cu1 Cu2 длинные, а нижний угол ячейки R-Cu удалён от края крыла. От других родов подсемейства Blastobasinae отличаются деталями строения гениталий (в том числе, проксимальным подушкообразным выступом в дорзальной части вальвы, вентролатеральный край которого покрыт щетинками и небольшими шипиками). Голова гладкая, в прилегающих чешуйках. Глаза крупные; глазки отсутствуют. Усики короткие, короче длины переднего крыла, нитевидные. Челюстные щупики короткие. Хоботок хорошо развит, в базальной трети густо покрыт чешуйками. Хозяева гусениц для многих видов остаются неизвестными. В Америке известен только единичный случай установления хозяина путём выведения на растениях рода Solidago sp. (Сложноцветные). Для палеарктических видов известно питание опавшими листьями и хвоей.

## Систематика
Род был впервые выделен английским энтомологом бароном Томасом де Греем Уолсингемом (1843—1919). Известно более 100 видов. Последняя ревизия (с описанием множества новых для науки видов) была проведена в 2013 году американским лепидоптерологом Дэвидом Адамски (David Adamski, Department of Entomology, Национальный музей естественной истории, Смитсоновский институт, Вашингтон).
- Hypatopa actes
- Hypatopa acus
- Hypatopa agnae
- Hypatopa annulipes
- Hypatopa arxcis
- Hypatopa bilobata
- Hypatopa binotella (Thunberg, 1794)
- Hypatopa boreasella
- Hypatopa caedis
- Hypatopa caepae
- Hypatopa cladis
- Hypatopa cotis
- Hypatopa cotytto
- Hypatopa crescentella
- Hypatopa crux
- Hypatopa cyane
- Hypatopa dicax
- Hypatopa dolo
- Hypatopa dux
- Hypatopa edax
- Hypatopa eos
- Hypatopa erato
- Hypatopa fio
- Hypatopa fluxella
- Hypatopa funebra
- Hypatopa gena
- Hypatopa hecate
- Hypatopa hera
- Hypatopa hora
- Hypatopa hulstella
- Hypatopa ibericella Sinev, 2007
- Hypatopa illibella
- Hypatopa inconspicua
- Hypatopa insulatella
- Hypatopa interpunctella
- Hypatopa inunctella (Zeller, 1839)
- Hypatopa io
- Hypatopa ira
- Hypatopa joniella
- Hypatopa juno
- Hypatopa limae
- Hypatopa lucina
- Hypatopa manus
- Hypatopa messelinella
- Hypatopa mora
- Hypatopa morrisoni
- Hypatopa musa
- Hypatopa nex
- Hypatopa nigrostriata
- Hypatopa nox
- Hypatopa nucella
- Hypatopa phoebe
- Hypatopa pica
- Hypatopa plebis
- Hypatopa punctiferella
- Hypatopa rabio
- Hypatopa rea
- Hypatopa rego
- Hypatopa rudis
- Hypatopa sagitella
- Hypatopa sais
- Hypatopa scobis
- Hypatopa segnella (Zeller, 1873)
- Hypatopa semela
- Hypatopa simplicella
- Hypatopa solea
- Hypatopa spretella
- Hypatopa styga
- Hypatopa tapadulcea
- Hypatopa texanella
- Hypatopa texla
- Hypatopa texo
- Hypatopa titanella
- Hypatopa umbra
- Hypatopa ursella
- Hypatopa verax
- Hypatopa vestaliella
- Hypatopa vitis
- Hypatopa vox
- Другие виды